# Wąkrota zwyczajna
Wąkrota zwyczajna (Hydrocotyle vulgaris L.) – gatunek rośliny wieloletniej z rodziny araliowatych (Araliaceae) (w systemach XX-wiecznych zwykle w selerowatych Apiaceae).

## Rozmieszczenie
Występuje w całej Europie Zachodniej z nielicznymi stanowiskami na Islandii i Azorach. Rośnie w południowej Skandynawii, krajach nadbałtyckich, w Polsce głównie w zachodniej części kraju, nielicznie na wschodzie, z pojedynczymi stanowiskami na Białorusi i Ukrainie. Zwarty zasięg kończy się na Alpach. Dalej na południe i wschód gatunek bardzo rozproszony – spotykany jest na Półwyspie Apenińskim i wyspach Morza Śródziemnego, lokalnie w Afryce północnej (Maroko), w Azji Mniejszej oraz w Izraelu.
W Polsce jest rozpowszechniony na zachodzie, zwłaszcza na północnym zachodzie i zanika ku wschodowi. Brak go w Karpatach i w północno-wschodniej części kraju.

## Morfologia

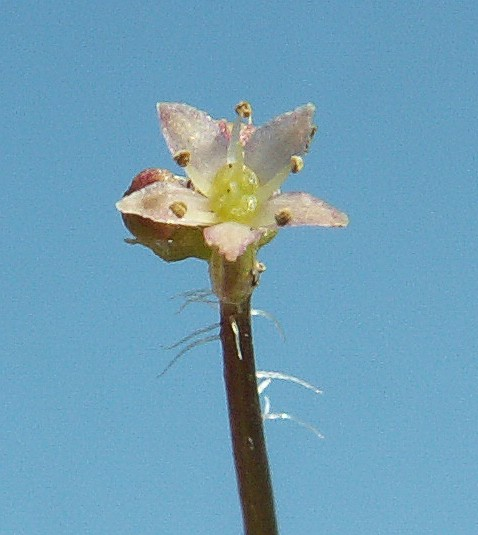
Kwiat

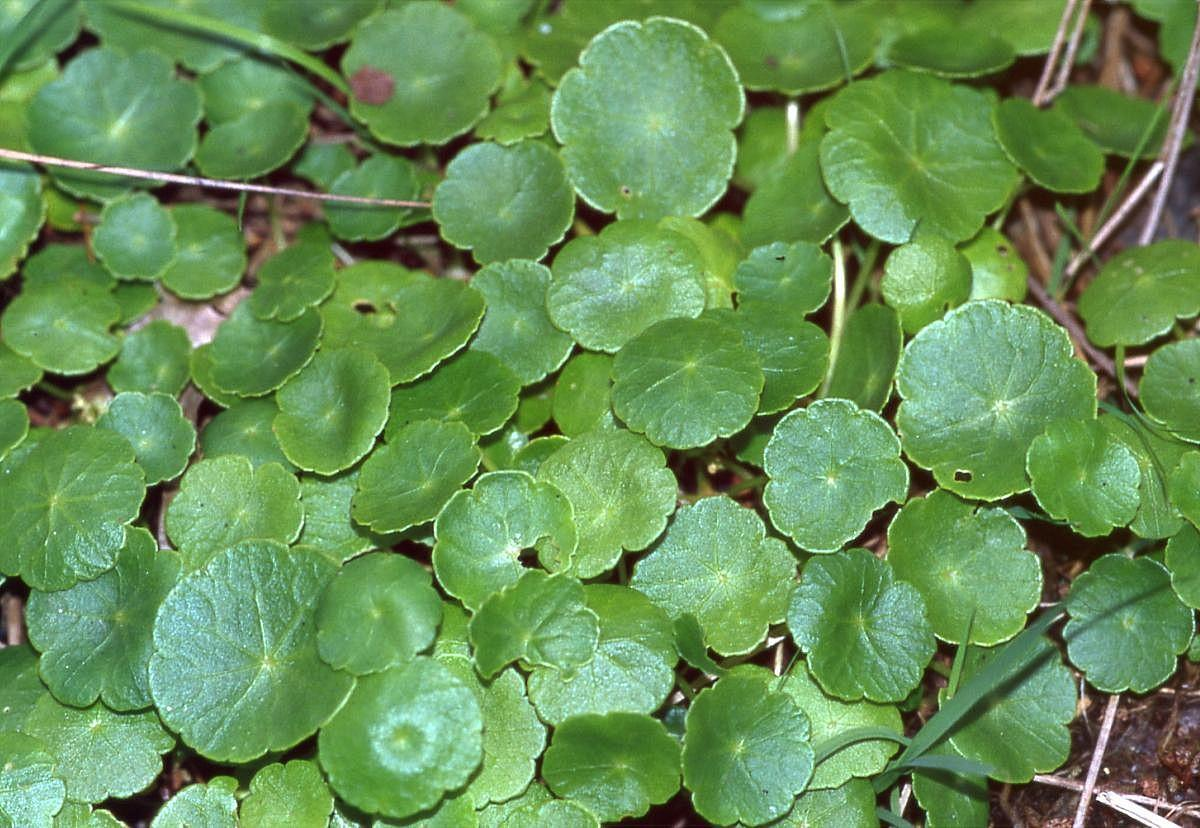
Liście

PokrójRoślina zielna o cienkiej, płożącej łodydze, zakorzeniającej się w węzłach korzeniącej się, osiągającej do 1,5 m długości.
LiścieO blaszce okrągławej i tarczowatej (ogonek łączy się od spodu w środku blaszki), osiągającej do 4 cm średnicy, na brzegu karbowanej, z wierzchu nagiej, od spodu z rzadka owłosionej. Ogonek liściowy długi, u nasady z pojedynczym, niewielkim, jajowatym i błoniastym przylistkiem.
KwiatyDrobne, skupione po 2–5 w okółkach w nieregularnych gronach, ukrytych pod liśćmi. Poszczególne kwiaty wsparte są drobnymi  i odpadającymi przysadkami. Korony są białe lub różowawe, o płatkach poniżej 1 mm długości, zaostrzonych. Kielich silnie zredukowany. Pręciki są krótsze od płatków.
OwoceSilnie spłaszczone, szersze niż wyższe, eliptyczne, słabo wycięte od góry i spodu. Pokryte są brodawkami, początkowo czerwonymi, później czarniawymi.

## Biologia i ekologia
Bylina. Rośnie w miejscach wilgotnych: na torfowiskach niskich, wilgotnych łąkach, nad brzegami wód, na glebach bagnistych i torfowych, także w wodzie – korzeniąc się na dnie i z liśćmi pływającymi. Kwitnie od czerwca do lipca, czasem sierpnia. W klasyfikacji zbiorowisk roślinnych gatunek charakterystyczny dla O. Caricetalia nigrae.